# Симонов Олександр Вікторович
Олександр Вікторович Симонов (нар. 8 листопада 1978) — український футболіст, півзахисник.

## Життєпис
Вихованець Донецького вищого училища олімпійського резерву ім. С. Бубки.
У дорослому футболі розпочинав грати в 1993 році в команді «Бажановець» (Макіївка). У 1997 році перейшов у «Торпедо» (Запоріжжя), де 15 березня 1997 року в грі з «Дніпром» дебютував у вищій лізі. Всього у вищому дивізіоні зіграв 31 гру, з яких 21 — за «Торпедо» і 10 — за «Металіст». Забив 1 м'яч (7 серпня 1999 року кіровоградській «Зірці»).
У 2005 році приєднався до «Олександрії». Дебютував у складі олександрійців 7 квітня 2005 року в нічийному (0:0) домашньому поєдинку 13-го туру групи Б другої ліги чемпіонату України проти мелітопольського «Олкома». Олександр вийшов на поле в стартовому складі, а на 46-й хвилині його замінив Максим Кундель. У складі «Олександрії» зіграв 10 матчів. Основну частину кар'єри провів у клубах нижчих дивізіонів. Найбільше число матчів зіграв в команді МФК «Миколаїв» — 70.